# Мадурская (порода крупного рогатого скота)
Мадурская (индон. Sapi Madura, мад. Sapè Mâdhurâ) — порода крупного рогатого скота гибридного происхождения, аборигенная для индонезийского острова Мадура. Играет важную культурную роль: быки участвуют в традиционных местных гонках, а коровы — в выставках красоты. Кроме того, используется как рабочий скот и продуктивный скот мясного направления.

## История
Считается, что мадурский крупный рогатый скот появился около 1500 лет назад в результате скрещивания ввезённых из Индии зебу (Bos indicus) c местным диким бантенгом (Bos javanicus, балийский бантенг). Происхождение мадурского КРС именно от этих двух видов быков подтверждено в 2003 году исследованиями митохондриальной ДНК, а позднее — исследованиями Y-хромосомы и микросателлитов. Местные жители использовали потомков гибридов, наряду с одомашненными бантенгами, в качестве рабочего и мясного скота. К XVII веку появились и затем стали традиционным развлечением гонки на мадурских быках. На пользовательских качествах мадурского КРС увлечение гонками сказалось отрицательно: при разведении отбирали быков некрупных и с низким весом, которые могли развить более высокую скорость в гонке. В результате сформировалась мелкая порода, чрезвычайно выносливая, устойчивая к местным паразитам, отлично приспособленная к условиям тропического климата и скудной кормёжке и с выдающимися тягловыми способностями, однако с низкими продуктивными показателями.
Усилия по дальнейшему развитию породы предпринимались неоднократно. В 1891—1892 годах администрация Нидерландской Ост-Индии учредила программу улучшения породы путём скрещивания с яванскими зебу — потомками индийских, которых неоднократно завозили на Яву. Попытку повторили в большем масштабе в 1905 году, но программа не оправдала ожиданий, и в 1921 году её закрыли. В 1920-40-х годах мадурский скот завезли на Флорес и в Восточный Калимантан, но там он вскоре был почти полностью вытеснен более продуктивными балийскими бантенгами. Уже в независимой Индонезии в 1957 году качество мадурского поголовья попытались улучшить скрещиванием с быками (Bos taurus) красной датской породы молочного направления, но эти гибриды не пользовались спросом у местного населения. Позднее гибридизация на Мадуре была запрещена вплоть до 2001 года.
Однако во второй половине XX века на севере округа Памекасан возникла и быстро завоевала огромную популярность другая национальная традиция, на этот раз связанная с мадурскими коровами: соревнование по красоте. Чтобы участвовать в этом мероприятии, коровы должны быть совершенными внешне, ухоженными и хорошо обученными. Для получения кандидаток в «королевы красоты» отбираются производители совершенно иных качеств, нежели для гонок. В результате влияния на разведение мадурского крупного рогатого скота двух столь разных культурных явлений современная популяция разделилась на 3 существенно отличающихся по физическим характеристикам типа: обычное продуктивное стадо, беговых (быков и подходящих коров-производительниц) и выставочных (коров и элитных быков-производителей).
Животные, участвующие в культурных мероприятиях — гонках на бычьих упряжках и выставках коров, — непременно должны быть чистокровными. А от рядового поголовья мадурского скота, используемого в сельском хозяйстве, требовалось увеличение производительности, и эта задача могла быть быстро решена прилитием крови высокопродуктивных специализированных мясных пород. С конца XX века власти Индонезии пропагандировали программу искусственного осеменения КРС, предлагая сперму элитных быков симментальской, лимузинской и абердин-ангусской пород. Фермеры охотно воспользовались этой возможностью, поскольку выращивать гибридных бычков на мясо выгоднее, чем чистокровных, при этом предпочтение отдавали лимузинам из-за их красной масти, похожей на типичный окрас мадурских коров. Для работы в поле гибридные животные не годятся: им не хватает выносливости и у них нет горба, который необходим для крепления упряжи местной конструкции. Поэтому гибридные КРС в большей степени распространились в южной части острова, где размеры полей и характер грунта позволяют использовать сельскохозяйственную технику. В северной части, где выращивают преимущественно рис, продолжают обрабатывать землю при помощи тягловых животных, и здесь в основном сохранился чистопородный мадурский скот. Тем не менее, учёные признают угрозу генофонду мадурской породы не только для основного стада, но и для поголовья беговой и выставочной разновидностей.
В 2010 году мадурский КРС признан национальной породой и утверждён официальный стандарт — описание породы.

## Внешний вид
Мадурский крупный рогатый скот — мелкие или средние животные типичного для мясного направления продуктивности облика. Голова треугольной формы, глаза миндалевидные, веки, губы и большая мочка носа обязательно чёрные. Уши маленькие, стоячие, по форме напоминающие «молодой лист бамбука». Рога у обоих полов маленькие, направлены в стороны. На холке имеется небольшой, но явно видимый горб, похожий на горб зебу. Есть небольшой кожный подвес на груди, с возрастом подвес увеличивается, а в передней нижней части груди, как и у зебу, образуется отложение жира.
Цвет шерсти у коров от золотисто-коричневого до кирпично-красного цвета, у быков — кирпично-красный или красно-коричневый. Нижняя часть ног светлая или белая, участок светлой шерсти с нечёткой границей есть также под хвостом и на задней поверхности бёдер, светлыми могут быть внутренняя поверхность бёдер и живот, часто светлая шерсть окаймляет глаза и губы. Кисточка хвоста и кайма ушей чёрные. У некоторых животных вдоль всей спины проходит полоса тёмной или чёрной шерсти, которая иногда исчезает с возрастом. Цвет копыт в тон основному окрасу или кремовый.
Официальным стандартом породы установлена минимальная высота в холке (105 см для бычков, 102 см для тёлок). По сведениям Продовольственной и сельскохозяйственной организации ООН (ФАО) средний рост быков 130 см, коров 114 см, при этом выставочные коровы выше среднего показателя по породе, а беговые быки, зачастую, ниже. Взрослые животные, согласно множеству источников, весят в среднем около 280 кг, быки бегового типа — 295 кг, коровы выставочного типа — 390 кг, тогда как по данным ФАО средний вес в породе достигает от 300 до 450 кг, что, возможно, означает, что показатель включает характеристики гибридного поголовья.

## Продуктивные характеристики
Продуктивные характеристики мадурского КРС относительно невысоки. Тёлки готовы к спариванию в возрасте 16−19  месяцев, беременность длится 9 месяцев. Следующий эструс у коровы наступает через 55−65 дней после отёла, интервал между отёлами составляет 11−15 месяцев. Стандартом установлены минимальные показатели плодовитости: фертильность от 80−90 %, рождаемость от 82−94 %, выживаемость молодняка от 80−90 %. Телята рождаются с весом 12−14 кг и прибавляют в весе в среднем 400 г в день, что для условий экстремальной жары и скудного корма является хорошей скоростью роста.
Мадурский КРС — одна из трёх (наряду с балийским бантенгом и онголезским кроссбредным зебу) важнейших пород на мясном рынке Индонезии. Бычков и не используемых для разведения тёлок забивают на мясо обычно в возрасте от 10 до 36 месяцев. Мясная продуктивность зависит от пола и возраста животных: убойный выход 52−55 %, вес туши 113—125 кг, доля мяса в туше 38−41 %. Считается, что мясо мадурского скота красивого красного цвета, нежирное и вкусное.
Мадурские коровы не относятся молочным породам. Лактация продолжается 4−6 месяцев, за это время корова даёт 0,5−1,0 тыс. кг молока (0,6−1,2 тыс. кг в год), или, в среднем, 6 л в день (для сравнения, коровы голштино-фризской породы, удовлетворяющие 20 % потребности Индонезии в молоке, дают 3,5−6 тыс. кг за 8−11 месяцев). Телёнок нуждается в 6 и более литрах молока в день до 3−4 месяцев, так что товарного молока — для домашнего потребления или продажи — от мадурских коров практически не остаётся. Продолжительность продуктивного использования коров — около 9 лет.

## Распространение и использование
Мадурский крупный рогатый скот разводится на Мадуре, Сапуди, Яве и Калимантане. Общее поголовье в 2011 году оценивалось в 1285 тыс. голов, из которых около 90 % приходится на Мадуру и небольшие острова, расположенные у её побережья, включая Сапуди. Племенная книга содержала данные о 184 тыс. быков-производителей и 560 тыс. коров, участвующих в разведении. Численность животных бегового типа составляет около 45 тыс., выставочного типа — около 50 тыс.
Мадурский скот содержится преимущественно в маленьких хозяйствах по 2-5 голов. Система содержания и разведения традиционная с элементами интенсивной. Животные обладают спокойным и покладистым нравом, а небольшие размеры облегчают обращение с ними. Как быков, так и коров используют на сельскохозяйственных работах, в основном, для обработки земли. Животных запрягают в плуг парами, и мелким фермерам иногда приходится объединяться, чтобы составить пару, или арендовать корову или быка у соседей. Сельскохозяйственной работой занимаются также беговые быки и коровы-производительницы выставочного типа, а коров, готовящихся к выставкам или участвующих в них, от работы в поле обычно освобождают, чтобы не нанести ущерб их красоте.

### Разведение
Владельцы мадурских коров внимательно относятся к подбору пар для разведения. Хотя искусственное осеменение в Индонезии доступно, пропагандируется и пользуется государственной поддержкой, при чистопородном разведении фермеры предпочитают обычное спаривание. Быков-производителей стараются выбирать неродственных, во избежание вредных последствий инбридинга. При этом на Мадуре родословные КРС документально не фиксируются, и заводчики руководствуются в основном памятью и профессиональным чутьём.
Телят, отбитых от материнского молока, продают в возрасте 4-6 месяцев для откорма или разведения, в основном, перекупщикам. Животные, имеющие перспективу участия в гонках или выставках, продаются из рук в руки непосредственно их будущим владельцам, за таких телят платят гораздо дороже.

### Беговые быки
Содержание беговых быков — спорт и гордость мадурских фермеров. Быков, участвующих в гонках, немного: в 2010 году насчитывалось около 400 пар на Сапуди и около 200 пар на Мадуре. Беговые быки нуждаются в регулярных тренировках, специальном питании и уходе. Владельцы тратят на заботу о них и тренировки в среднем на 2−2,5 часа больше, чем на уход за обычными быками той же породы. Тренд на увеличение продуктивности в породе повлиял и на разведение и отбор мадурских беговых быков: в 1975 году введено ограничение по минимальному росту быков для допуска к участию в гонках: 120 см в холке. В разведении участвуют лишь самые лучшие из беговых быков. Если из-за возраста или увечья беговой бык больше не может участвовать в гонках и не используется в разведении, его продают на убой.

### Выставочные коровы
Поголовье коров, участвующих в выставках, составляет около 600 пар. Будущие выставочные тёлочки проходят первый предварительный отбор в возрасте 2 месяца, следующий отбор кандидаток проводят в возрасте 1−1,5 года. Коровы, не прошедшие отбор, пополняют стадо продуктивного скота. Иногда владельцы выставочных коров выбирают из обычного продуктивного поголовья тёлку в пару уже имеющейся. С 4 месяцев тёлкам с помощью специальных приспособлений формируют идеально симметричные рога. Коровы получают специальное питание, уход и тренировки. Забота о выставочных коровах и их обучение занимают почти 3 дополнительных часа в день, по сравнению с уходом за обычными коровами.
Для получения выставочных тёлочек используются только выдающиеся, элитные коровы, по физическим характеристикам превосходящие даже строгие требования выставок. Взрослая элитная корова должна иметь рост 117—143 см, длину корпуса 111—161 см и массу тела 400—700 кг. Коровы, не соответствующие этим критериям, в разведении не используются. Из всего поголовья коров выставочного типа лишь около 700 коров соответствуют критериям элиты, а элитных быков для разведения выставочных тёлок насчитывается около 200.